# Anja Mentzendorff
Anja Mentzendorff (* 2. Februar 1982) ist eine deutsche Schauspielerin, Synchronsprecherin und Moderatorin.

## Leben
Anja Mentzendorff wuchs in Niedersachsen auf und besuchte bis 2001 ein Gymnasium in Alfeld. Nach ihrem Abitur ging sie bis 2005 auf die Stage-School-Schauspielschule in Hamburg und von 2006 bis 2008 absolvierte sie ein Volontariat bei dem privaten Hörfunk- und Fernsehsender Antenne West in Trier. Mentzendorff bildete sich außerdem zur Videojournalistin weiter und nahm an einem Seminar der RTL Journalistenschule für TV und Multimedia teil.  Nach ihrer Tätigkeit in Trier folgte sie dem Ruf nach Hannover, wo sie bei Radio ffn bis 2011 die Abendsendung moderierte.
Als Schauspielerin wirkte Mentzendorff unter anderem in den Kurzfilmprojekten Schwester, Schwester (2010), Stress und Schneehasen (2010) und Zahltag ins Glück (2012) mit. Für das ZDF spielte sie in Der satirische Jahresrückblick (2014) unter der Regie von Andreas Wiemers und Werner Doyé die Frau Pfeiffer. Auch in diversen Theaterstücken war Mentzendorff als Darstellerin zu sehen, so beispielsweise als Kaiserin Lucilla in Brot und Spiele – Schicksal in Flammen (2009) und Brot und Spiele – Der Kampf des Herkules (2010).
Anja Mentzendorff lebt und arbeitet in Berlin. Von 2012 bis 2020 war sie für den dort ansässigen Radiosender Star FM freiberuflich als Moderatorin tätig und arbeitet als Voice-over- und Synchronsprecherin.

## Sprechrollen

### Synchron (Auswahl)
- 2012: Aesthetica of a Rogue Hero (als Miranda Quenti)
- 2013: Die Bibel (als Bathseba)
- 2013: Guys with Kids (als Leslie)
- 2013: Hatfields & McCoys (als Jane)
- 2013: Homeland (als Betsy)
- 2013: Vampire Diaries (als Camille O'Connell)
- 2013: Wildnis extrem – Tieren auf der Spur (als Sinsa Mansell)
- 2014: Ever After High (als Holly O'Hair)
- 2014: Oslo, 31. August (als Tove)
- 2014: Reign (als Sarah)
- 2014: Yu-Gi-Oh! Zexal (als Dextra)
- 2014–2018: The Originals (als Camille O'Connell)
- 2015: Das Märchen der Märchen (als Fenizia)
- 2015: Powers (als Mack)
- 2015: Psycho-Pass (als Mizue Shisui)
- 2017–2019: Legion (als Philly)
- 2022: Navy CIS: Hawaiʻi für Caro Pampillo als Andrea Medina
- 2025: Navy CIS für Elizabeth Frances als "Jodie Moreno"